# Tony Sibbald
Anthony Dominic Sibbald (* 28. Juni 1936  in Fort Vermilion, Alberta, Kanada; † 13. Dezember 2011 in Thailand) war ein US-amerikanischer Schauspieler.

## Leben
Tony Sibbald wuchs in Maple Ridge, British Columbia, auf. Bereits in jungen Jahren zog er nach England, um eine Karriere als Theater- und Filmschauspieler zu beginnen.
Tony Sibbald wurde  durch seine Rolle als Mr. Huckle in Doctor Who: Terror Of The Zygons bekannt. Er spielte außerdem in Superman II und A View To A Kill mit. Sein Markenzeichen war eine markante Ähnlichkeit zum Schauspielkollegen Manning Redwood. Während der Dreharbeiten zum Film Hackers wurde ihm eine Affäre mit Angelina Jolie nachgesagt. Sibbald verstarb am 13. Dezember 2011 in Thailand. Er hinterließ eine Tochter und einen Sohn.

## Filmographie (Auswahl)
- 1970: Cry of the Banshee
- 1978: Lucky Luke – Sein größter Trick (La Ballade des Dalton) (Stimme)
- 1979: Das tödliche Dreieck (Hanover Street)
- 1979: Quatermass (Fernsehserie)
- 1980: Superman II – Allein gegen alle (Superman II)
- 1981: Ragtime
- 1981: Reds
- 1983: Verflucht sei, was stark macht (The Lords of Discipline)
- 1985: James Bond 007 – Im Angesicht des Todes (A View To A Kill)
- 1992: Eine Familie zum Knutschen in Manhattan (Flodder in America!)
- 1992: Split Second
- 1995: Hackers – Im Netz des FBI (Hackers)